# Сад (фильм, 1995)
«Сад» (словац. Záhrada) — словацкий художественный фильм, снятый в 1995 году словацким режиссёром Мартином Шуликом в сотрудничестве с французской компанией «Арткам Интернешнл». Фильм был предложен от Словакии на номинацию в категории лучший фильм на иностранном языке 68-й церемонии вручения наград Оскар, но так и не был номинирован. Продолжительность — 99 минут.

## Сюжет
Фильм — поэтичная сказка, рассказывающая об отношениях и желаниях, которые возникают у главного героя в идиллической обстановке дедушкиного сада.
Якуб — мечтатель, ему немного за 30, но он до сих пор живёт вместе с отцом. Отец, уставший от безделья сына, выгоняет его из квартиры. Он просит Якуба продать старый дедовский сад и купить себе отдельное жильё. Якуб переезжает в заброшенный сад и обживает изношенный садовый домик, где на время скрывается от мира и от собственных проблем. Сад становится для него магическим местом, полным сюрпризов и загадок. Якуб находит там дневник своего деда, в котором все слова написаны задом наперёд. Он также находит карту, которая приводит его к старой бутылке со сливовицей, спрятанной много лет назад. Любопытный Якуб желает разгадать загадку сада своего деда. Он знакомится с Хеленой, молодой девушкой, которую дед Якуба научил писать задом наперёд. Тем временем в саду происходят странные вещи, и некоторые из них действительно кажутся чудом. Благодаря эксцентрическим событиям молодая Хелена учит Якуба ценить сокровенные тайны жизни. В итоге Якуб теряет всё своё имущество, но обретает душевный покой.

## Актёрский состав
| Актёр             | Роль        |
| ----------------- | ----------- |
| Мариан Лабуда     | Отец Якуба  |
| Роман Лукнар      | Якуб        |
| Зузана Шулайова   | Хелена      |
| Яна Швандова      | Тереза      |
| Катарина Врзалова | Мать Хелены |

Режиссёр — Мартин Шулик, авторы сценария — Марек Лешчак, Ондрей Шулай, Мартин Шулик, композитор — Владимир Годар.
Премьерный показ — 15 июня 1995 года.

## Реакция публики
«Сад» является одним из самых известных фильмов постсоциалистической Словакии. Он особенно популярен в Словакии и Чехии. Фильм получил специальный приз жюри Кинофестиваля в Карловых Варах в 1995 году и несколько Чешских Львов в 1996 году.